# Microsphinx
Microsphinx este un gen de insecte lepidoptere din familia Sphingidae.

Cladograma conform Catalogue of Life:
| Microsphinx | \| \| Microsphinx minutum \| \| \| \| \| \| Microsphinx pumilum \| \| \| \| |
|             | \| \| Microsphinx minutum \| \| \| \| \| \| Microsphinx pumilum \| \| \| \| |
|             | Microsphinx minutum                                                         |
|             |                                                                             |
|             | Microsphinx pumilum                                                         |
|             |                                                                             |